# Stichopathes gracilis
Stichopathes gracilis is een Antipathariasoort uit de familie van de Antipathidae. De wetenschappelijke naam van de soort is voor het eerst geldig gepubliceerd in 1857 door Gray.